# Epsilon Sagittarii
Kaus Australis (ε Sgr / ε Sagittarii / Epsilon Sagittarii) è una stella gigante di colore bianco-azzurro che splende alla magnitudine apparente di 1,80, il che ne fa la trentaquattresima stella più brillante del cielo. Dista 143 anni luce dal sistema solare.

Assieme a δ Sagittarii (Kaus Media) e a λ Sagittarii (Kaus Borealis) forma l'arco della costellazione del Sagittario, di cui rappresenta la parte inferiore (sud). Questo spiega il suo nome derivante dall'arabo قوس qaws, che significa 'arco' e dal latino austrālis, che significa 'sud'. Essa fa anche parte dell'asterismo noto come Teiera.

Nonostante nella nomenclatura di Bayer le sia stata assegnata la lettera ε, essa è la stella più luminosa della costellazione.

## Osservazione

ε indica la posizione di Kaus Australis all'interno della costellazione del Sagittario

Posta alla declinazione di 34°S, Kaus Australis è una stella dell'emisfero australe. Nell'emisfero boreale essa non può essere osservata a nord del 56º parallelo, il che esclude buona parte del Canada e l'Europa settentrionale. Nelle zone temperate dell'emisfero boreale, essa comunque apparirà molto bassa sull'orizzonte e la sua osservazione risulterà penalizzata. Diventa circumpolare solo alle latitudini più meridionali del 56°S, cioè solo nel continente antartico. La sua magnitudine pari a 1,80 le consente di essere scorta con facilità anche dalle aree urbane di moderate dimensioni.

## Caratteristiche fisiche
La temperatura superficiale di Kaus Australis è stimata essere 9200 K, il che la colloca fra le classi spettrali A e B: certi cataloghi la classificano come B9,5, altri come A0. Dalla distanza di 143 anni luce si ricava che questa stella emette una radiazione 375 volte quella solare, che è maggiore di quella che viene emessa di solito dalle giganti di questa classe. Kaus Australis viene perciò definita gigante brillante.

La stella ha esaurito l'idrogeno presente nel suo nucleo. Probabilmente esso sta ora contraendosi e scaldandosi, ma non ha ancora raggiunto una temperatura e la densità sufficiente a innescare la fusione dell'elio in carbonio e ossigeno. L'aumento di temperatura del nucleo sta facendo crescere la stella di volume, allontanando dal nucleo gli strati più superficiali. Il destino finale di Kaus Australis è quello di trasformarsi in una nana bianca.
Probabilmente questa stella, ruotando velocemente su se stessa, ha creato un alone di gas intorno al suo equatore, che la nasconde in parte all'osservazione. È un fenomeno comune nelle stelle ad alta velocità di rotazione, come Achernar e Gamma Cassiopeiae. La temperatura del disco circumstellare (100 K) indica che esso è posto a una distanza dalla stella di 155 au.

## Sistema stellare
Kaus Australis è in realtà una stella multipla. La compagna più vicina, di magnitudine 8,40, è stata localizzata a 2,39 secondi d'arco dalla principale, che corrispondono, alla distanza del sistema, a circa 106 au, dunque all'interno del disco di gas e polveri. Questa stella è probabilmente una stella di sequenza principale di 0,95 M⊙.
Un'altra debole compagna di magnitudine 14,1, che si trova a una distanza di 32 secondi d'arco dalla stella principale, completa il sistema di Kaus Australis.